# Кар'єра Дічюса
«Кар'єра Дічюса» («Dičiaus karjera») — радянський телефільм 1980 року, знятий режисером Балісом Браткаускасом на Литовській кіностудії.

## Сюжет
Телевізійний музичний фільм створено за мотивами оповідання Теофіліса Тільвітіса «Дічус».

## У ролях
- Сігітас Якубаускас — Владас Дічюс
- Нійоле Ожеліте — Аделі
- Крістіна Казлаускайте — Ніна
- Сігітас Рачкіс — Альгіс
- Сігітас Рамяліс — Вітас
- Юозас Ярушявічюс — батько Владаса
- Біруте Діджгальвіте — мати Владаса
- Рімантас Сіпаріс — Варпа
- Йонас Каваляускас — Глямжа
- Фердинандас Якшіс — адвокат
- Александрас Кярнагіс — суддя
- Казіміра Кімантайте — дама
- Стефанія Носявічюте — дама
- Альгірдас Заланскас — присутній у залі суду
- Рамутіс Йонас Рімейкіс — приятель Дічюса
- Владас Радвілавічюс — приятель Дічюса
- Антанас Жякас — виступаючий на суді
- Аурімас Бабкаускас — епізод
- Юозас Канопка — епізод
- Пятрас Зулонас — епізод
- Егідіюс Паулаускас — офіціант
- Стасіс Радзявічюс — військовий
- Роландас Буткявічюс — присутній у залі суду

## Знімальна група
- Режисер — Баліс Браткаускас
- Сценарист — Владас Шимкус
- Оператор — Альгімантас Юкнявічюс
- Композитор — Рімвідас Рацявічюс
- Художник — Альгірдас Шекштяле